# Valvola Presta

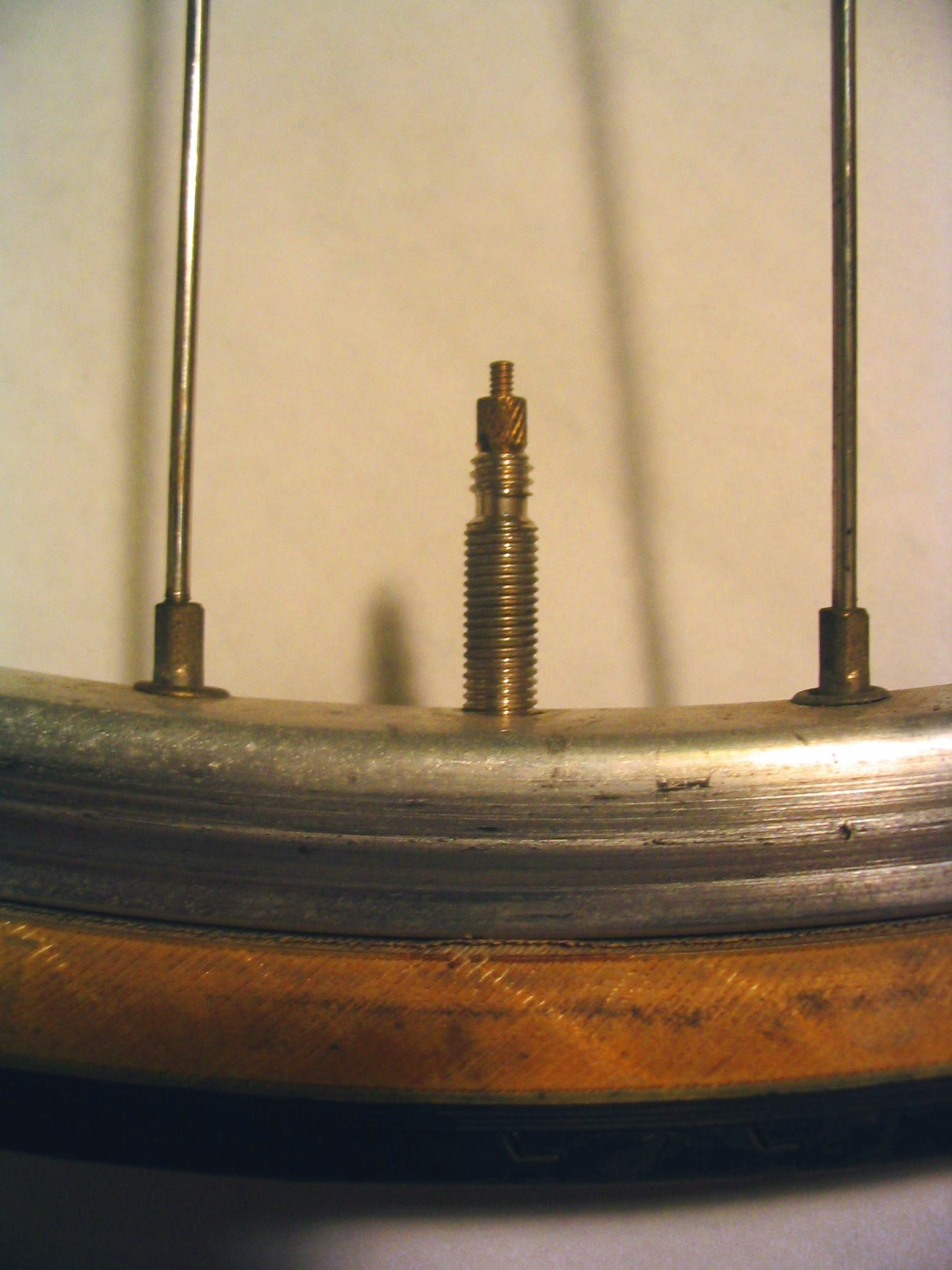
Valvola Presta montata su una ruota di bicicletta

La valvola Presta (o anche valvola Sclaverand o SV o valvola francese) è un tipo di valvola usata soprattutto nei tubolari delle bici da corsa e da pista con profilo ridotto del cerchio, ma viene usata anche su vari tipi di camere d'aria per biciclette più comuni. È una valvola di fattura semplice e leggera, composta da uno stelo esterno con doppio diametro e dal corpo interno (cuore o core), il quale espone parte del meccanismo. In comune agli altri tipi di valvole, c'è un dado zigrinato per fissare lo stelo al cerchio e in genere è presente anche un tappo (di plastica), che protegge l'estremità esterna del corpo valvola.

## Descrizione
Il gambo esterno della valvola (stelo) può essere scelto di varie lunghezze tra circa 20 e 70 mm, utili per diverse applicazioni. Il diametro maggiore esterno dello stelo è stato scelto massimamente stretto (6 mm circa) per evitare di indebolire troppo il cerchione nel punto del foro valvola, rispetto all'uso delle valvole Schrader, che hanno diametri di 8 mm.
In molti modelli di valvole Presta non è possibile rimuovere né sostituire il corpo valvola, esattamente come nelle valvole Regina (anche queste, piccole e leggere); e solo in alcuni prodotti è possibile, mediante piccoli utensili appositi, la rimozione del corpo valvola, che è necessaria per aggiungere i fluidi antiforatura o autoriparanti, all'interno delle camere d'aria o direttamente negli pneumatici tubeless (mediante apposite siringhe, con cui si inietta il liquido). 

## Funzionamento

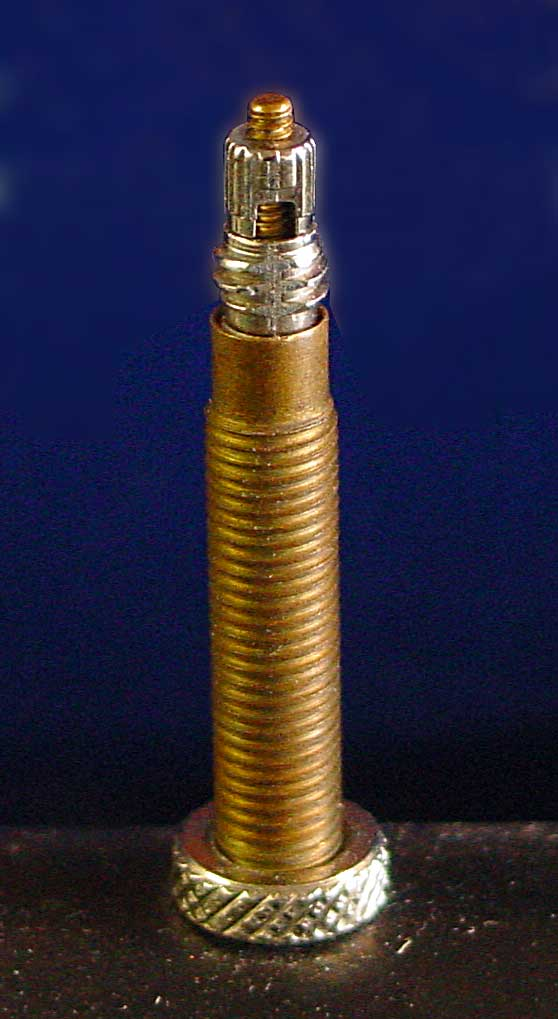
Foto ravvicinata di una valvola Presta.

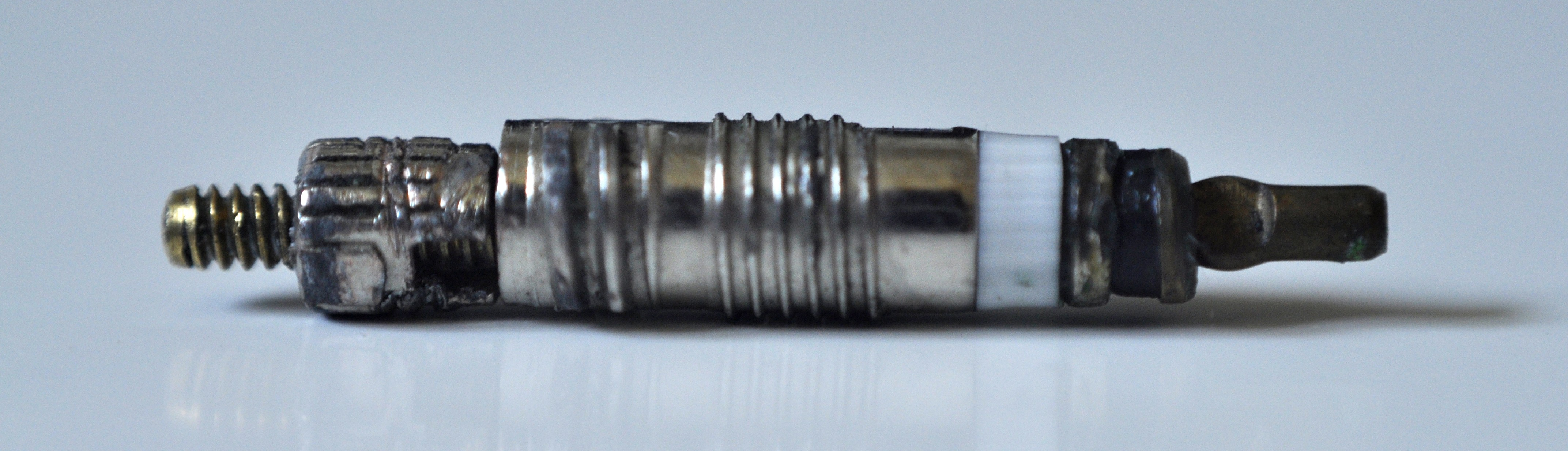
Corpo valvola Presta

La valvola viene tenuta chiusa dalla pressione stessa dell'aria (senza molle), bloccandone momentaneamente la fuoriuscita, ma un piccolo prigioniero concentrico, più un dado sulla parte superiore del corpo, permettono di serrare adeguatamente il corpo valvola, garantendo che rimanga ben chiuso durante l'uso della bici. Il dado deve essere svitato almeno qualche giro, per permettere il flusso d'aria in entrambe le direzioni; e questa manovra deve essere fatta prima di inserire il raccordo-adattatore della pompa. La vite prigioniera rimane sul corpo valvola, anche quando è completamente svitata, ma logicamente va nuovamente serrata dopo che lo pneumatico è stato gonfiato e la pompa rimossa. Quando è presente, il tappo superiore protegge il corpo valvola da acqua, fango, polvere e da altri materiali, impedendo che si danneggi la parte terminale del meccanismo interno, ma non è necessario né utile a prevenire la perdita di pressione, poiché le pressioni interne degli pneumatici per le bici da corsa (ad esempio), può superare facilmente anche gli 8 bar (≈ 7,89 atm e ≈ 116 psi), quindi può essere anche omesso dal complesso valvola.
Sulla filettatura esterna della presta può essere avvitato un particolare adattatore, che consente di usare anche le pompe o le attrezzature di gonfiaggio con filettatura per valvole Schrader (e viceversa).

## Valvola Presta rispetto alla valvola Schrader
Benché, per le biciclette vengano utilizzate sia le valvole Schrader (spesso su MTB) che le valvole Presta, le Schrader sono usate quasi universalmente per le ruote di auto e moto o dei veicoli a trazione a motore o a spinta, per carichi più gravi, ma anche in molti impianti pneumatici e di refrigerazione. Per le bici da corsa (tipo "Giro d'Italia" o "Tour de France") vengono usate più spesso le valvole Presta, poiché sono più leggere e più strette di diametro (⌀ ~ 6 mm), rispetto alle valvole Schrader (⌀ 8 mm), le quali necessitando di un foro sul cerchio di diametro maggiore, potrebbe creare il punto di indebolimento, proprio nel caso dei profili molto stretti (tipici di queste biciclette), nonostante non sia (in linea generale) una preoccupazione per i produttori di cerchi.
In un cerchio forato per le Schrader può essere inserita una valvola Presta, a patto di montare un anello adattatore per ridurne il foro. Al contrario, un cerchio forato per le valvole Presta non può accogliere le valvole Schrader, ma può essere convertito in modo definitivo, semplicemente allargando con cautela il foro esistente, usando un trapano con punta elicoidale da 8,5 mm. 
Pur possedendo entrambe una buona tenuta ad alte pressioni, le valvole Schrader, funzionando per mezzo di una molla in tensione che chiude la valvola interna, possono essere utilizzate per un'ampia varietà di gas compressi e anche per alcuni liquidi. Per contro, è possibile che esse necessitino di una pressione superiore durante il gonfiaggio, quando l'aria deve vincere anche la forza contraria della molla interna alla valvola; ma nella pratica delle bici, tutte le pompe per Schrader hanno un apposito risalto interno che spinge il piolo interno della valvola, liberando completamente il passaggio dell'aria e riducendo così lo sforzo di pompaggio alla sola resistenza della pressione interna (come per le Presta). Per quanto concerne le valvole Presta, invece, dato che per automatizzare la chiusura, si basano sulla pressione interna dell'aria e non usano molle, non necessitano di nessun risalto per aprire la valvola e la pressione richiesta per esercitare il gonfiaggio è la minore possibile, ma con questo sistema si verifica sempre una piccola perdita di aria, durante l'operazione di aggancio-sgancio delle pompe di gonfiaggio.

## Filettature della valvola Presta
La valvola Presta adotta due tipi di filetto con diametri differenti, le misure non sono metriche, ma in pollici (unità imperiali):
- il filetto dello stelo esterno (quello collegato al cerchio) è da 15/64" × 32 TPI BSW (British Standard Whitworth), che equivale a ⌀ 0,234 pollici × 32 thread per inch o anche a ⌀ 5,95 × 0,79 mm di passo (nel sistema metrico internazionale);
- il filetto nella parte superiore esterna del corpo valvola è da 3/16" × 24 TPI, equivalente a ⌀ 0,1875 pollici × 24 thread per inch o anche a circa ⌀ 4,76 × 1,06 mm di passo;